# Pinot crni
Pinot crni je grožđe tanke kožice, stoga je laganog tijela i svjetlije boje. Zahtjeva stalnu njegu i nadzor, posebno zbog osjetljivosti na bolesti. Kako bi se dobilo dobro vino, potrebno je smanjivati urod. Rano zri, te nije pogodno za izrazito toplu klimu.
Aroma ovog vina je jako ovisna o području u kojemu se uzgaja grožđe, a najpoznatija vina dolaze iz Burgundije. Iz tog razloga se često naziva i crnim burgundcem. Okus i miris se osim što ovise o području dosta mijenjaju s vremenom, pa su tu prisutni i jagoda, kupina, malina, višnja, ljubičice, kupus, a kod starijih vina prevladavaju zemljani tonovi.
Vino je pogodno za čuvanje.
Ostali nazivi: Pinot noir, Burgundac crni, Burgund mare, Blauburgunder, Spätburgunder, Pinot nero.

## Vanjske poveznice
- Mali podrum  Arhivirana inačica izvorne stranice od 18. svibnja 2006. (Wayback Machine) - Pinot crni; hrvatska vina i proizvođači